# Sum (Sztruga)
Sum (macedónul: Шум, albánul Shumi) település Észak-Macedóniában, a Délnyugati körzet Sztrugai járásában.

## Népesség
| Lakosok száma | 121  | 503  | 658  |      | 750  | 837  | 411  |
|               | 1948 | 1971 | 1981 | 1991 | 1994 | 2002 | 2021 |

2002-ben 837 lakosa volt, akik közül 823 albán, 2 macedón és 12 más nemzetiségű.